# Square de l'Aide-Sociale
Le square de l'Aide-Sociale est une voie du 14e arrondissement de Paris, en France.

## Situation et accès
Le square de l'Aide-Sociale est une rue privée située dans le 14e arrondissement de Paris. Il débute au 158, avenue du Maine et se termine en impasse.

## Origine du nom

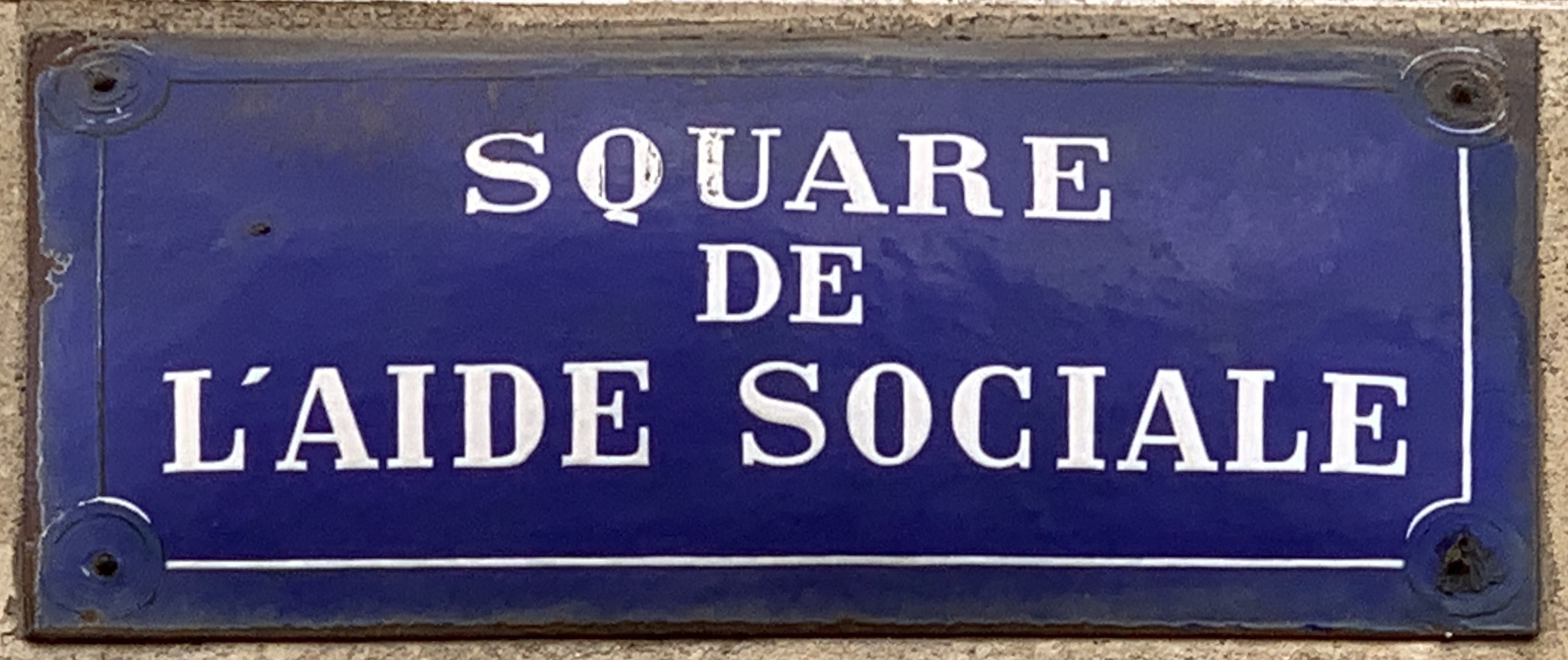
Plaque de la voie.

Son nom rappelle que les centres d'aide sociale furent créés l'année de l'ouverture de la rue.

## Historique
Cette voie en impasse est ouverte en 1926.